# Willy Frank
Willy Frank (ur. 9 lutego 1903 w Ratyzbonie, zm. 9 czerwca 1989 w Monachium) – zbrodniarz hitlerowski, lekarz dentysta SS w obozach koncentracyjnych Auschwitz-Birkenau i Dachau oraz SS-Hauptsturmführer.
W 1934 uzyskał dyplom dentysty i pracował w zawodzie w miejscowości Bad Cannstatt. Członek NSDAP od 1 maja 1933 (nr legitymacji partyjnej 2942877), SS od 5 sierpnia 1936 (nr identyfikacyjny 289643) oraz Waffen-SS (od 1 października 1940). Podczas inwazji na ZSRR Frank walczył w szeregach pułku SS-Germania, wchodzącego organizacyjnie w skład 5 Dywizji Pancernej „Wiking”. Od 28 lutego 1943 do sierpnia 1944 pełnił służbę jako dentysta w Auschwitz-Birkenau, skąd przeniesiono go w takim samym charakterze do Dachau, gdzie pozostał do listopada 1944. Następnie powrócił na front i walczył w ramach 3. Dywizji Pancernej SS-Totenkopf.
W latach 1945–1947 przebywał w amerykańskiej niewoli. Następnie pracował jako dentysta w Bad Cannstadt. Willy Frank skazany został w drugim procesie oświęcimskim (podczas rozprawy twierdził, że jest niewinny) na 7 lat pozbawienia wolności za udział w selekcjach na rampie w Brzezince. Więzienie opuścił w 1970.